# Cephalotes pallidicephalus

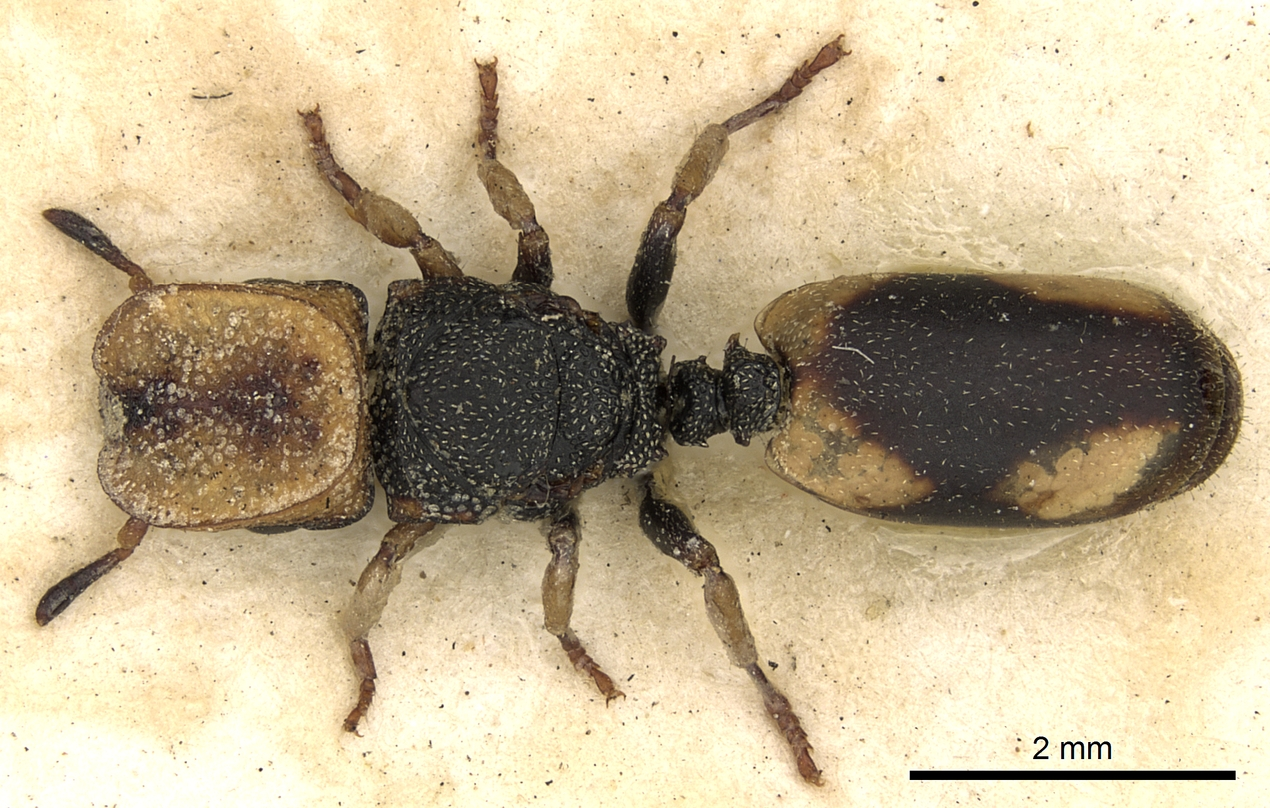
Cephalotes

Cephalotes pallidicephalus is een mierensoort uit de onderfamilie van de Myrmicinae. De wetenschappelijke naam van de soort is voor het eerst geldig gepubliceerd in 1876 door Smith, F..